# Filmdagbog fra Thy
Filmdagbog fra Thy er en dansk dokumentarfilm fra 1972 med instruktion og manuskript af Niels Schwalbe.

## Handling
Dagbog fra Thylejren filmet med kamera og optaget med båndoptager.